# 5770 Aricam
5770 Aricam este o planetă minoră (asteroid), cu un diametru de 14,302 km, din centura de asteroizi. A fost descoperită pe 12 septembrie 1987 la Observatorul La Silla de Henri Debehogne. 
Obiectul prezintă o orbită caracterizată de o semiaxă mare de 3,2072745 UAi, o excentricitate de 0,1818969, o înclinație de 0,3746 ° în raport cu ecliptica.